# 土浦市立神立小学校
土浦市立神立小学校（つちうらしりつかんだつしょうがっこう）は、茨城県土浦市中神立町にある公立小学校。略称は「神立小」。

## 沿革
- 1975年（昭和50年）4月14日 - 上大津西小学校から分離し、開校。（創立記念日）
- 2014年（平成26年） - 創立40周年。

### 開校に至る経緯
- 1964年から1966年にかけて実施された千代田・土浦工業団地の形成、神立地区の都市化に伴う人口増、上大津西小学校への遠距離通学の問題を解消するために、本校が設置された[1]。

## 通学区域
（この部分の出典）
- 神立町の一部
- 神立中央一丁目
- 神立中央二丁目
- 神立中央三丁目
- 神立中央四丁目
- 神立中央五丁目
- 中神立町
- 北神立町

## 進学先中学校
- 土浦市立土浦第五中学校

## 校訓・校歌
- 校訓は「誠実・奉仕・剛健」
- 校歌は川上宏昭作詞・鈴木良朝作曲。